# MilkyWay
MilkyWay (jap. ミルキーウェイ MirukiiWei) – jeden z japońskich zespołów Hello! Project, powstały w 2008 roku. Wszystkie single zostały użyte jako openingi i endingi w anime „Kirarin Revolution”.

## Skład zespołu
- Koharu Kusumi (久住小春)
- Sayaka Kitahara (北原沙弥香)
- Yuu Kikkawa (吉川友)

## Dyskografia
- Anataboshi (アナタボシ) – 2008.04.30
- Tan Tan Taan! (タンタンターン！) – 2008.10.29